# Butschliellaceae
Famille
Les Butschliellaceae sont une famille d'algues de l'embranchement des Cryptista, de la classe des Cryptophyceae et de l’ordre des Cryptomonadales.

## Étymologie
Le nom de la famille vient du genre type Butschliella, donné en mémoire du naturaliste allemand Otto Bütschli.

## Description
Le genre type Butschliella est une monades nageuses, quadriflagellées, dorso-ventral asymétriques, comprimées ou non. La forme de l'organisme est variable selon l'angle auquel est examiné : en vue ventrale, il est obliquement ovale avec des extrémités arrondies, en vue latérale, il a une marge ventrale concave et une marge dorsale convexe.
Les flagelles sont égaux, insérés au milieu de la partie centrale. On observe : trois chloroplastes olivacés, trois pyrénoïdes, une seule vacuole contractile près de la base des flagelles, deux à trois granules d'amidon et un noyau en position centrale.

## Distribution
Le genre type Butschliella est un genre d'eau douce peu connu, enregistré seulement dans l'eau impure et froide d'un fossé près de Harbin, Manchourie du nord, Chine.

## Liste des genres et espèces
Selon AlgaeBase (26 août 2022) :
- Butschliella Skvortzov, 1968
  - Butschliella olivacea Skvortzov, 1968
- Skvortzoviella Bourrelly, 1970
  - Skvortzoviella gracillima (Skvortzov) Bourrelly 1970

## Systématique
Le nom correct complet (avec auteur) de ce taxon est Butschliellaceae Skvortzov, 1968.
Homonymie du nom de genre Butschliella
En 1908 Casimir Cépède (d) avait créé la sous-familles des Butschliellinae avec comme espèce type Butschliella opheliae Awer. (décrite par  Sergei Wassiljewitsch Awerinzew). En 1922, le biologiste suisse Eugène Penard y ajouta l'espèce Butschliella chaetogastri.
Le nom de genre synonyme Buetschliella Awer., 1908, est aussi utilisé pour nommer ces deux espèces (famille des Buetschliidae). 
En 1935 le genre Bütschliella fut à nouveau utilisé pour désigner 5 espèces de la famille des Buetschliidae.
Les taxons précédents font tous partie de l'embranchement des Ciliophora ou ciliés (protozoaires unicellulaires),.
Seul le genre Butschliella Skvortzov, 1968 appartient à l'embranchement des Cryptista.